# Хирси, Исра
Исра Хирси (англ. Isra Hisri; род. 22 феврвля 2003 года, Миннеаполис, Миннесота, США) — американская экологическая активистка, являющаяся соруководителем молодёжной климатической забастовки. В 2020 году она была включена в список политиков и представителей власти Fortune's 40 до 40 лет.

## Биография
Хирси родилась 22 февраля 2003 года, в Миннеаполисе, в штате Миннесота, в семье американской конгрессмена Ильхан Омар. В возрасте 12 лет участвовала в акции протеста за справедливость Джамара Кларка в Mall of America. На данный момент учится в средней школе Миннеаполиса, где впервые присоединилась к экологическому клубу. Является одим из основателей молодежной климатической забастовки.
Исра координировала организацию сотен забастовок под руководством студентов в США 15 марта и 3 мая 2019 г. В январе 2019 года она стала соучредителем организации U.S. Youth Climate Strike, американского отделения глобального молодёжного движения за изменение климата. Она выступает в качестве соисполнителя этой группы. В 2019 году она выиграла молодёжную премию Брауэра. В 2020 году Хирси была включена в список BET «Future 40».

## Награды
В 2019 году была награждена молодежной премией Брауэра. В том же году Хирси получила премию «Голос будущего».

## Примечания

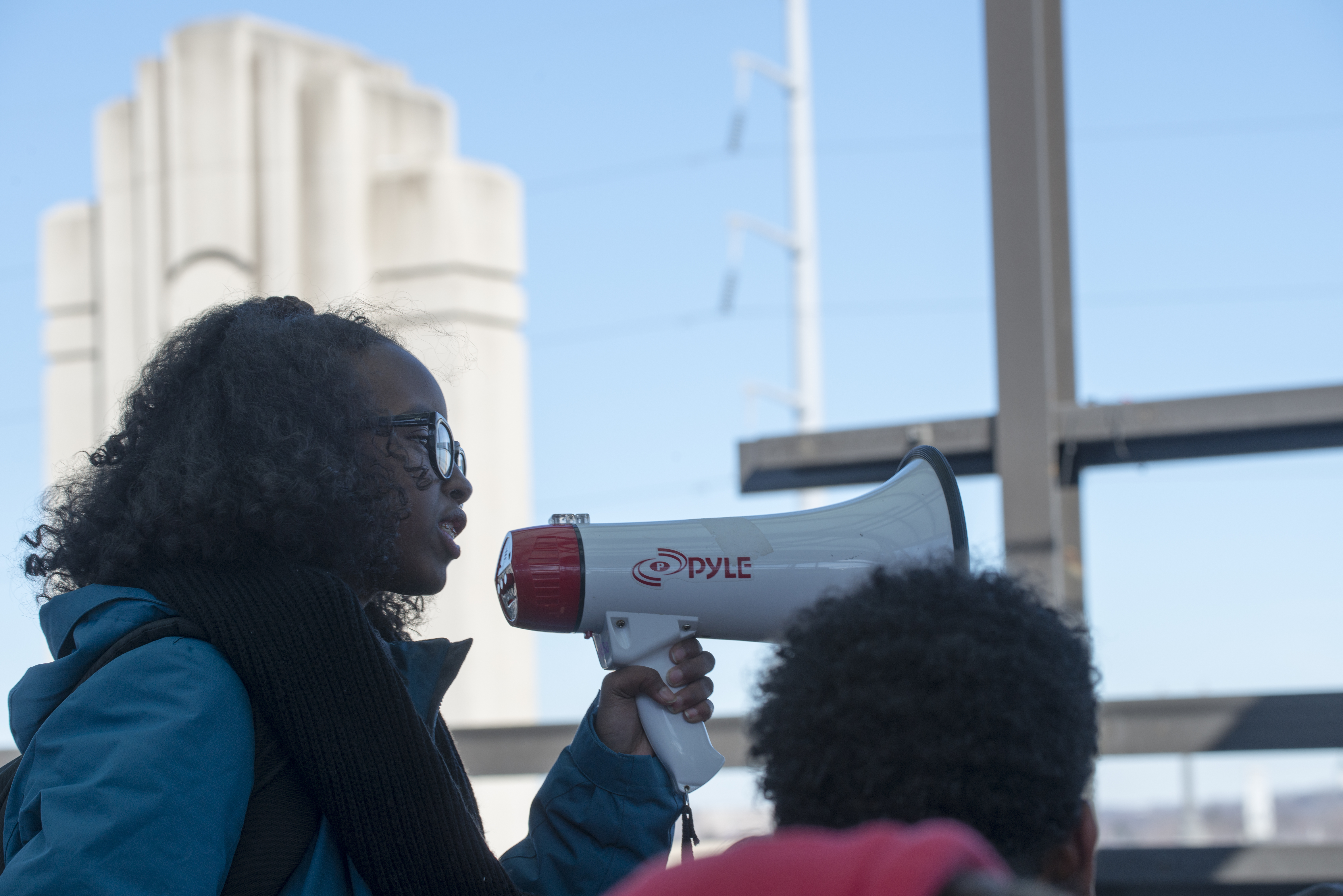
Исра Хисри протестует против насилия с применением огнестрельного оружия в 2018 году